# Tłoczenie (obróbka plastyczna)
Uzasadnienie: Zobacz dyskusję

Działanie prasy tłoczącej

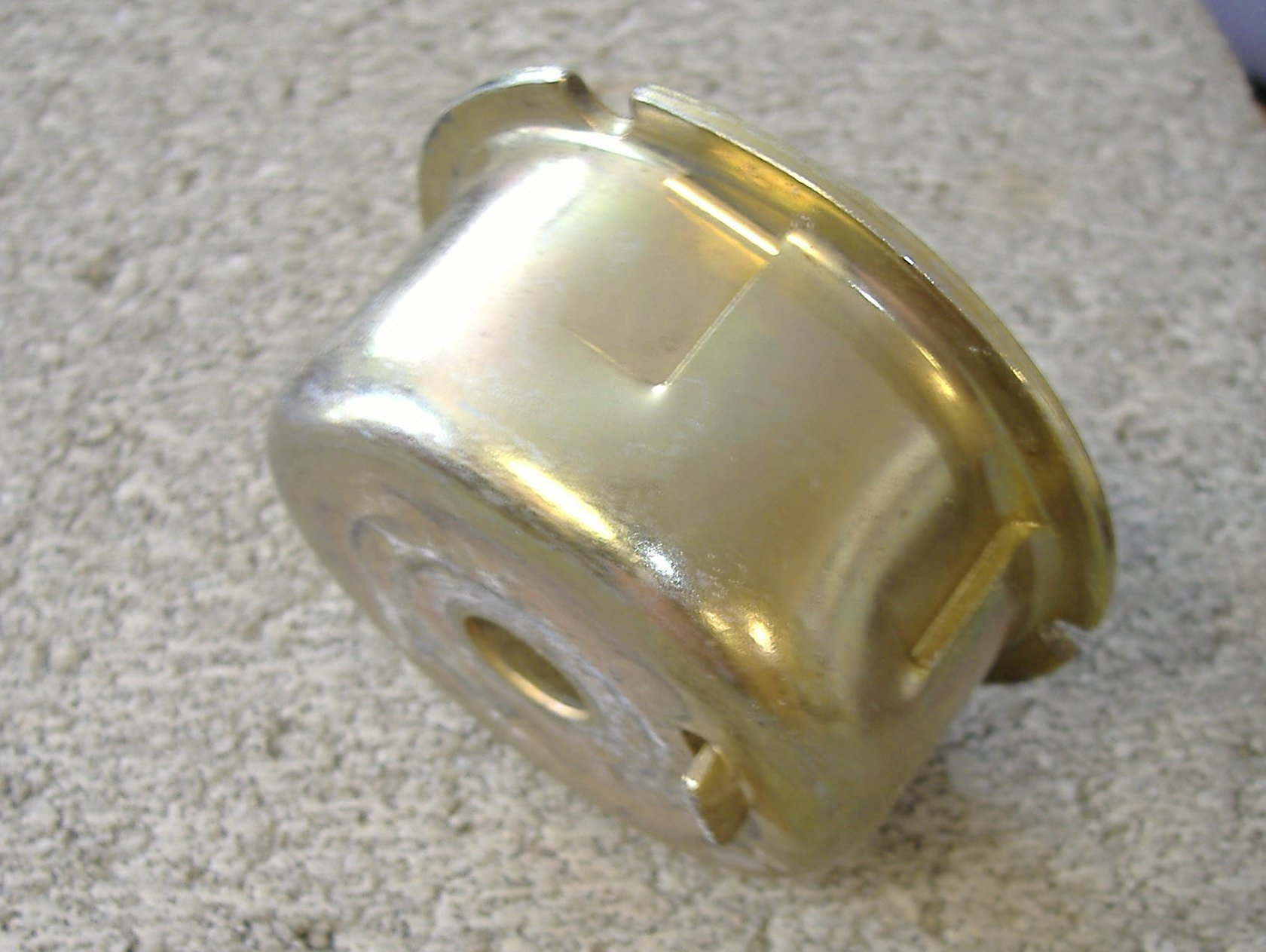
Przykład elementu tłoczonego z blachy

Tłoczenie – szereg różnorodnych procesów obróbki plastycznej realizowanych głównie na zimno i stosowanych do rozdzielania, kształtowania i łączenia materiałów w postaci blach, folii i płyt (metalowych lub niemetalowych).
Tłoczenie przeprowadza się za pomocą przyrządów zwanych tłocznikami, przeważnie na prasach mechanicznych lub hydraulicznych. Ponieważ jeden z wymiarów (grubość) półwyrobu jest istotnie mniejszy od dwóch pozostałych – stan naprężenia (poza pewnymi wyjątkami) można uważać za płaski.
Procesy tłoczenia, podczas których nie dochodzi do rozdzielania materiału stanowią oddzielną grupę (tzw. tłoczenie – kształtowanie). Szczegółową klasyfikację i nazwy poszczególnych procesów tłoczenia rozróżnia przede wszystkim występujący stan naprężenia.

## Tłoczenie
To obróbka plastyczna na zimno lub gorąco obejmująca:
- cięcie
- kształtowanie
- łączenie

płyt, blach, folii, czyli przedmiotów o małej grubości (w stosunku do innych wymiarów).
| Cięcie | Kształtowanie | Łączenie |
| --- | --- | --- |
| - dziurkowanie - nacinanie - odcinanie - okrawanie - przycinanie - rozcinanie - wycinanie - wygładzanie                                                                                             | \| - dogniatanie - dotłaczanie - obciąganie - obciskanie (obtłaczanie) - profilowanie - prostowanie - przebijanie - przetłaczanie - przewijanie - punktowanie - rozpęczanie (roztłaczanie) - skręcanie \| - wybijanie - wyciąganie - wyciskanie - wyginanie - wygniatanie - wyoblanie - wywijanie - zaginanie - zawijanie - zgniatanie obrotowe - znakowanie - zwijanie \| | - zaginanie - skręcanie - wywijanie - zawijanie obrzeża - obciskanie - rozpęczanie - zaprasowanie - spajanie na zimno |
| - dogniatanie - dotłaczanie - obciąganie - obciskanie (obtłaczanie) - profilowanie - prostowanie - przebijanie - przetłaczanie - przewijanie - punktowanie - rozpęczanie (roztłaczanie) - skręcanie | - wybijanie - wyciąganie - wyciskanie - wyginanie - wygniatanie - wyoblanie - wywijanie - zaginanie - zawijanie - zgniatanie obrotowe - znakowanie - zwijanie | |